# 곽진 (후한)
곽진(郭鎭, ? ~ 129년)은 후한 중기의 관료로, 자는 환종(桓鐘)이며 영천군 양책현(陽翟縣) 사람이다. 백부 곽궁은 정위를 지냈다.

## 행적
어려서 집안 대대로 전수된 소두율(小杜律)을 익혔다. 태위부에 벽소되었고, 연광 연간에 상서(尙書)가 되었다.
중황문(中黃門) 손정이 중상시(中常侍) 강경(江京)을 죽이고 순제를 옹립하였을 때, 곽진은 우림을 이끌고 위위 염경을 죽여 공을 세웠다. 곧 상서령(尙書令)이 되었고, 태부와 삼공들이 곽진의 공적을 전한의 성양경왕과 같다고 칭송하여 정영후(定潁侯)에 봉해지고 식읍 2천 호를 받았다. 이후 하남윤을 지냈고, 정위로 옮겨졌다가 면직되었다.
영건 4년(129년)에 죽었고, 작위는 아들 곽시가 이었다.

## 출전
- 범엽, 《후한서》 권46 곽진열전·권78 환자열전

| 전임 장호 | 후한의 정위 (영건 연간) | 후임 한단의 |

| 선대 (첫 봉건) | 후한의 정영후 ? ~ 129년 | 후대 아들 곽시 |